# كورجون وحشي
كورجون وحشي (الاسم العلمي: Coregonus fera) هو نوع من الأسماك يتبع جنس الكورجون من فصيلة سمك السلمون.